# Marie Sasko-Altenburská
Marie Sasko-Altenburská (14. dubna 1818, Hildburghausen – 9. ledna 1907, Gmunden) byla sňatkem s Jiřím V. Hannoverským, vnukem Jiřího III., hannoverskou královnou.

## Dětství
Marie se narodila v Hildburghausen jako nejstarší dcera Josefa Sasko-Altenburského a Amálie Württemberské. V roce 1826 se rodina přestěhovala do Altenburgu a Marie se stala sasko-altenburskou princeznou.

## Manželství
Marie se 18. února 1843 v Hannoveru provdala za hannoverského korunního prince Jiřího. Měli spolu tři děti - prince Ernesta Augusta, princeznu Frederiku a princeznu Marii.

## Hannoverskou královnou
Jiří se stal králem jako Jiří V. a ona královnou 18. listopadu 1851, po smrti Jiřího otce, Arnošta Augusta I. Hannoverského. Její manžel byl v roce 1866 vyhnán ze svého království, protože v prusko-rakouské válce podpořil Rakousko. 20. září 1866 bylo království anektováno Pruskem. Nicméně, Jiří nikdy neabdikoval; on jeho manželka i jejich děti žili v exilu v Gmundenu v Rakousku, až do Jiřího smrti v roce 1878.
18. září 1872, se královna Marie stala kmotrou vnučky královny Viktorie, princezny Marie Luisy Šlesvicko-Holštýnské. Princezna Marie Luisa byla nejmladší dcerou Heleny Britské, třetí dcery a pátého dítěte královny Viktorie a prince Alberta.

## Pozdější život
Královna Marie zemřela dvacet osm let po svém manželovi, 9. ledna 1907, v Gmundenu, kde byla pohřbena.

## Tituly a oslovení
- 14. dubna 1818 – 12. listopadu 1826: Její Výsost princezna Marie Sasko-Hildburghausenská
- 12. listopadu 1826 – 18. února 1843: Její Výsost princezna Marie Sasko-Altenburská
- 18. února 1843 – 18. listopadu 1851: Její Královská Výsost hannoverská korunní princezna
  - V Británii: 18. února 1843 – 18. listopadu 1851: Její Královská Výsost princezna Jiřího z Cumberlandu
- 18. listopadu 1851 – 9. ledna 1907: Její Veličenstvo hannoverská královna
  - V Británii: 18. listopadu 1851 – 12. června 1878: Její Královská Výsost vévodkyně z Cumberlandu a Teviotdale
  - V Británii: 12. června 1878 - 9. ledna 1907: Její Královská Výsost vévodkyně vdova z Cumberlandu a Teviotdale

## Potomci
| Jméno                       | Narození         | Úmrtí              | Poznámka |
| --------------------------- | ---------------- | ------------------ | --- |
| Ernest Augustus Hannoverský | 21. září 1845    | 14. listopadu 1923 | Ernest Augustus William Adolphus George Frederick se narodil v Hannoveru a oženil se s Thyrou Dánskou, s níž měl potomky           |
| Frederika Hannoverská       | 9 . ledna 1848   | 16. října 1926     | narodila se v Hannoveru, zemřela v Biarritzu; provdala se za Lituberta, barona von Pawel-Rammingen, s nímž měla děti               |
| Marie Hannoverská           | 3. prosince 1849 | 4. června 1904     | Marie Ernestina Josephina Adolphina Henrietta Theresa Elizabeth Alexandrina se narodila v Hannoveru, zemřela neprovdána v Gmundenu |

## Vývod z předků
|                         |                                              |  |                              |                                                            |  |  |  |  |  |  |  | Arnošt Fridrich II. Sasko-Hildburghausenský |
|                         |                                              |  |                              |                                                            |  |  |  |  |  |  |  |                                             |
|                         | Arnošt Fridrich III. Sasko-Hildburghausenský |  |                              |                                                            |  |  |  |  |  |  |  |                                             |
|                         |                                              |  |                              |                                                            |  |  |  |  |  |  |  |                                             |
|                         |                                              |  |                              | Karolína Erbašsko-Fürstenauská                             |  |  |  |  |  |  |  |                                             |
|                         |                                              |  |                              |                                                            |  |  |  |  |  |  |  |                                             |
|                         | Fridrich Sasko-Altenburský                   |  |                              |                                                            |  |  |  |  |  |  |  |                                             |
|                         |                                              |  |                              |                                                            |  |  |  |  |  |  |  |                                             |
|                         |                                              |  |                              | Arnošt August I. Sasko-Výmarsko-Eisenašský                 |  |  |  |  |  |  |  |                                             |
|                         |                                              |  |                              |                                                            |  |  |  |  |  |  |  |                                             |
|                         | Ernestina Sasko-Výmarská                     |  |                              |                                                            |  |  |  |  |  |  |  |                                             |
|                         |                                              |  |                              |                                                            |  |  |  |  |  |  |  |                                             |
|                         |                                              |  |                              | Žofie Šarlota Braniborsko-Bayreuthská                      |  |  |  |  |  |  |  |                                             |
|                         |                                              |  |                              |                                                            |  |  |  |  |  |  |  |                                             |
|                         | Josef Sasko-Altenburský                      |  |                              |                                                            |  |  |  |  |  |  |  |                                             |
|                         |                                              |  |                              |                                                            |  |  |  |  |  |  |  |                                             |
|                         |                                              |  |                              | Karel Ludvík Fridrich Meklenbursko-Střelický               |  |  |  |  |  |  |  |                                             |
|                         |                                              |  |                              |                                                            |  |  |  |  |  |  |  |                                             |
|                         | Karel II. Meklenbursko-Střelický             |  |                              |                                                            |  |  |  |  |  |  |  |                                             |
|                         |                                              |  |                              |                                                            |  |  |  |  |  |  |  |                                             |
|                         |                                              |  |                              | Alžběta Sasko-Hildburghausenská                            |  |  |  |  |  |  |  |                                             |
|                         |                                              |  |                              |                                                            |  |  |  |  |  |  |  |                                             |
|                         | Šarlota Georgina Meklenbursko-Střelická      |  |                              |                                                            |  |  |  |  |  |  |  |                                             |
|                         |                                              |  |                              |                                                            |  |  |  |  |  |  |  |                                             |
|                         |                                              |  |                              | Jiří Vilém Hesensko-Darmstadtský                           |  |  |  |  |  |  |  |                                             |
|                         |                                              |  |                              |                                                            |  |  |  |  |  |  |  |                                             |
|                         | Frederika Hesensko-Darmstadtská              |  |                              |                                                            |  |  |  |  |  |  |  |                                             |
|                         |                                              |  |                              |                                                            |  |  |  |  |  |  |  |                                             |
|                         |                                              |  |                              | Marie Luisa Albertina Leiningensko-Falkenbursko-Dagsburská |  |  |  |  |  |  |  |                                             |
|                         |                                              |  |                              |                                                            |  |  |  |  |  |  |  |                                             |
| Marie Sasko-Altenburská |                                              |  |                              |                                                            |  |  |  |  |  |  |  |                                             |
|                         |                                              |  |                              |                                                            |  |  |  |  |  |  |  |                                             |
|                         |                                              |  | Karel Alexandr Württemberský |                                                            |  |  |  |  |  |  |  |                                             |
|                         |                                              |  |                              |                                                            |  |  |  |  |  |  |  |                                             |
|                         | Fridrich II. Evžen Württemberský             |  |                              |                                                            |  |  |  |  |  |  |  |                                             |
|                         |                                              |  |                              |                                                            |  |  |  |  |  |  |  |                                             |
|                         |                                              |  |                              | Marie Augusta Thurn-Taxis                                  |  |  |  |  |  |  |  |                                             |
|                         |                                              |  |                              |                                                            |  |  |  |  |  |  |  |                                             |
|                         | Ludvík Württemberský                         |  |                              |                                                            |  |  |  |  |  |  |  |                                             |
|                         |                                              |  |                              |                                                            |  |  |  |  |  |  |  |                                             |
|                         |                                              |  |                              | Fridrich Vilém Braniborsko-Schwedtský                      |  |  |  |  |  |  |  |                                             |
|                         |                                              |  |                              |                                                            |  |  |  |  |  |  |  |                                             |
|                         | Bedřiška Braniborsko-Schwedtská              |  |                              |                                                            |  |  |  |  |  |  |  |                                             |
|                         |                                              |  |                              |                                                            |  |  |  |  |  |  |  |                                             |
|                         |                                              |  |                              | Žofie Dorota Pruská                                        |  |  |  |  |  |  |  |                                             |
|                         |                                              |  |                              |                                                            |  |  |  |  |  |  |  |                                             |
|                         | Amálie Württemberská                         |  |                              |                                                            |  |  |  |  |  |  |  |                                             |
|                         |                                              |  |                              |                                                            |  |  |  |  |  |  |  |                                             |
|                         |                                              |  |                              | Karel August Nasavsko-Weilburský                           |  |  |  |  |  |  |  |                                             |
|                         |                                              |  |                              |                                                            |  |  |  |  |  |  |  |                                             |
|                         | Karel Kristián Nasavsko-Weilburský           |  |                              |                                                            |  |  |  |  |  |  |  |                                             |
|                         |                                              |  |                              |                                                            |  |  |  |  |  |  |  |                                             |
|                         |                                              |  |                              | Augusta Bedřiška Nasavsko-Idsteinská                       |  |  |  |  |  |  |  |                                             |
|                         |                                              |  |                              |                                                            |  |  |  |  |  |  |  |                                             |
|                         | Henrietta Nasavsko-Weilburská                |  |                              |                                                            |  |  |  |  |  |  |  |                                             |
|                         |                                              |  |                              |                                                            |  |  |  |  |  |  |  |                                             |
|                         |                                              |  |                              | Vilém IV. Oranžský                                         |  |  |  |  |  |  |  |                                             |
|                         |                                              |  |                              |                                                            |  |  |  |  |  |  |  |                                             |
|                         | Karolína Oranžsko-Nasavská                   |  |                              |                                                            |  |  |  |  |  |  |  |                                             |
|                         |                                              |  |                              |                                                            |  |  |  |  |  |  |  |                                             |
|                         |                                              |  |                              | Anna Hannoverská                                           |  |  |  |  |  |  |  |                                             |
|                         |                                              |  |                              |                                                            |  |  |  |  |  |  |  |                                             |